# Stranded costs
Stranded costs sind Erlösminderungen für Investitionen oder Rechtsgeschäfte, die infolge einer Marktöffnung oder Deregulierung entstehen. Der Begriff wird überwiegend im Bereich Energieversorgung (Stromerzeugung) verwendet.
In einem regulierten Markt haben Energieversorgungsunternehmen in der Regel ein Exklusivrecht für den Verkauf von Strom innerhalb eines bestimmten Gebiets. Die Preise werden von Regulierungsbehörden festgelegt. In vielen Ländern wurde der Energieversorgungsmarkt dereguliert, das heißt der Gebietsschutz für die Stromerzeugung aufgehoben. Dadurch konnten Investitionen und Rechtsgeschäfte, die zuvor im regulierten Markt getätigt wurden, sogenannte versunkene Kosten, im Wettbewerbsumfeld nun nicht mehr durch zukünftige Erlöse gedeckt werden.